# 레오폴트플라츠역
레오폴트플라츠역(U-Bahnhof Leopoldplatz)은 베를린 미테구 베딩에 있는 U6, U9의 환승역이다.
베를린 버스 120, 142, 147, 221, 247, 327번으로 환승 가능하다.

## 역사
이 역은 1923년 3월 8일 남북 도시철도(Nord-Süd-Bahn)의 제슈트라세-치노비처 슈트라세(Zinnowitzer Straße) 구간 개통 당시에 영업을 시작했다. 역 건설 당시에는 섬식 승강장으로 이루어져 있었다.
1959년부터 1961년까지의 G선(U9)의 건설 과정에서 U6 승강장 아래에 U9 승강장이 신설되었다. 이 과정에서 U6 노선의 섬식 승강장이 철거되고 상대식 승강장으로 대체되었다. U6 노선의 승강장의 주 색상은 노란색이다. 2009년 10월까지는 승강장 중앙부 분리벽도 같은 색이었다가 이후에 민트 녹색으로 다시 칠해졌다. U9 승강장은 U6 승강장과 직각으로 교차하며 환승객 수를 감안하여 폭은 14 m로 건설되었다. U9 노선의 승강장 외벽은 밝은 파란색 세라믹 타일로 마감되었고, 승강장 기둥은 흰색 유리 모자이크로 마감되었다. U9 노선은 1961년 8월 28일에 개통했다.
1961년 8월부터 1976년 4월까지는 U9 노선의 북쪽 종착역이었다. 이를 위해서 인상선 3선이 설치되었고, 연장 이후에도 계속 사용 중이다. U9 건설 과정에서 연결선도 같이 설치되었고, U9 노선의 열차를 Hw 제슈트라세 기지로 회송할 때 사용한다.
2007년 개보수 공사를 거쳤으며, 당시에 U9 노선에 시범적으로 사용했던 무도상 궤도를 자갈도상 궤도로 교체했다. 2010년부터는 엘리베이터가 영업을 시작했다.

## 인접 철도역
| 베를린 지하철 6호선                        | 베를린 지하철 6호선 | 베를린 지하철 6호선                    |
| ------------------------------------------ | ------------------- | -------------------------------------- |
| 제슈트라세 알트테겔 방면                   | U6                  | 베딩 알트마리엔도르프 방면             |
| 베를린 지하철 9호선                        |                     |                                        |
| 암루머 슈트라세 라트하우스 슈테글리츠 방면 | U9                  | 나우에너 플라츠 오슬로어 슈트라세 방면 |